# Festival Internacional de Cinema de Sant Sebastià 2000
La 48 edició del Festival Internacional de Cinema de Sant Sebastià va tenir lloc entre el 21 i el 30 de setembre de 2000. L'assistència d'espectadors es va situar en els 200.000, i l'esdeveniment va ser cobert per prop de 1.300 periodistes de 500 mitjans de comunicació de tot el món. A manera d'inici dels actes commemoratius del 50 aniversari, celebrat en la edició de 2002, es va organitzar una exposició amb fotografies històriques de les 48 edicions del certamen. Aquesta va ser l'última edició de Diego Galán en la direcció del Festival, passant a formar part del comitè assessor de l'organització. la gala inaugural, presentada per l'actriu Marta Belaustegui i la presentadora Edurne Ormazabal va durar només mitja hora i es va suspendre la festa posterior a causa de l'assassinat del regidor del PP de Sant Adrià de Besòs José Luis Ruiz Casado a mans d'ETA.

## Jurat oficial
- Stephen Frears
- Jim McBride
- Jorge Arriagada
- Juan Ruiz Anchía
- Andrea Ferreol
- Stephane Tchal Gadjeff
- Ángela Molina

## Pel·lícules en competició
| Pel·lícula                  | Director                | País                 |
| --------------------------- | ----------------------- | -------------------- |
| El pes de l'aigua           | Kathryn Bigelow         | Estats Units, França |
| Les flors d'en Harrison     | Élie Chouraqui          | França               |
| Sin dejar huella            | María Novaro            | Mèxic, Espanya       |
| Els rius de color porpra    | Mathieu Kassovitz       | França               |
| Sous le sable               | François Ozon           | França               |
| La comunidad                | Álex de la Iglesia      | Espanya              |
| Kao                         | Junji Sakamoto          | Japó                 |
| Pariah                      | Nicolas Klotz           | França               |
| Tinta roja                  | Francisco José Lombardi | Perú                 |
| Före Stormen                | Reza Parsa              | Suècia               |
| La perdición de los hombres | Arturo Ripstein         | Mèxic,               |

## Palmarès

### Secció oficial
- Conquilla d'Or: La perdición de los hombres, d'Arturo Ripstein[4][5]
- Premi Especial del Jurat: Pariah, de Nicolas Klotz
- Conquilla de Plata al millor director: Reza Parsa per Före stormen
- Conquilla de Plata a la millor actriu: Carmen Maura per La comunidad
- Conquilla de Plata al millor actor: Gianfranco Brero per Tinta roja
- Premi del jurat a la millor fotografia: Nicola Pecorini per Les flors d'en Harrison
- Premi del jurat al millor guió: Paz Alicia Garcíadiego per La perdición de los hombres

## Premi Donostia
- Michael Caine
- Robert De Niro[6]